# Oberwaltersdorf
Oberwaltersdorf – gmina targowa w Austrii, w kraju związkowym Dolna Austria, w powiecie Baden. Według Austriackiego Urzędu Statystycznego liczyła 4 131 mieszkańców (1 stycznia 2014).
W Oberwaltersdorf istniała fabryka papieru, w listopadzie 1882 nabyta przez Saula Pinelesa, który stworzył w niej fabrykę sztucznej wełny i nakryć koni. Potem działała tam jego fabryka sukni, nakryć i wełny, sygnowanej swoim imieniem i nazwiskiem (niem. Oberwaltersdorfer Roben- Decken und Wolfabrik Oberwaltersdorf).